# Otto Lasanen
Otto Abraham Lasanen (* 14. April 1891 in Kuopio; † 25. Juli 1958 in Asikkala) war ein finnischer Ringer.
Er kämpfte im griechisch-römischen Stil in der Gewichtsklasse Federgewicht (bis 60 kg).

## Erfolge
In dieser Kategorie gewann er bei den Olympischen Spielen 1912 in Stockholm die Bronzemedaille. Zwei Jahre später belegte er bei den inoffiziellen Europameisterschaften den vierten Platz. Noch vor Erlangung der staatlichen Souveränität Finnlands und der Loslösung von Russland wurde er im Jahr 1917 russischer Landesmeister.
Der für den Verein Helsingin Jyry ringende Lasanen war auch im 1919 gegründeten Finnischen Arbeitersportverband Suomen Työväen Urheiluliitto aktiv und gewann 1920 dessen Meisterschaft.